# Copyright Term Extension Act
Il Copyright Term Extension Act (CTEA) – noto anche come Sonny Bono Copyright Term Extension Act o Sonny Bono Act (dal nome del cantante e parlamentare Sonny Bono che lo sosteneva) e noto anche come Mickey Mouse Protection Act (perché a ridosso della scadenza di un'opera di Topolino) – è una legge approvata il 27 ottobre 1998 che estende di 20 anni i termini di protezione per le opere registrate dopo il 1923 negli USA ed è tuttora in vigore. La legge estendeva quindi i termini a 70 dopo la morte dell'autore e per le opere appartenenti ad un'impresa a 120 anni dopo la creazione o 95 anni dopo la pubblicazione, a seconda di quale fosse precedente.
La legge in vigore sino ad allora (Copyright Act 1976), prevedeva una durata massima di 75 anni dopo la pubblicazione (95 in caso di opere appartenenti ad un'impresa). Con l'approvazione del nuovo disegno di legge il termine massimo fu portato a 95 anni. Fu estesa anche la protezione dei diritti connessi. A differenza della legislazione europea il Copyright Term Extension Act non rinnova i diritti di copyright di opere già scadute, benché estenda quelli ancora attivi.
La legge è più conosciuta con il nome Sonny Bono Copyright Term Extension Act, o Sonny Bono Act, dal nome dell'autore, cantante pop e deputato americano Sonny Bono, che sostenne con forza il disegno di legge, pur non riuscendo a vederne l'entrata in vigore, in quanto l'approvazione del testo seguì di alcuni mesi alla sua morte, avvenuta il 5 gennaio 1998. La legge è anche conosciuta con il nome Mickey Mouse Protection Act, perché la riforma fu approvata proprio a ridosso della scadenza del Copyright relativo a Topolino e la società Walt Disney ebbe un forte ruolo come gruppi di pressione.
Contro questa legge sarà portata avanti – senza successo – dall'avvocato e attivista Lawrence Lessig la causa Eldred contro Ashcroft, che voleva dichiarare la legge incostituzionale; la causa viene persa ma nel mentre Lawrence Lessig, Eric Eldred e Hal Abelson fondarono nel 2001 Creative Commons.

Titolo 1: Estensione del termine del copyright
-  (sezione 102)  Proibisce l'annullamento o la limitazione dei diritti o dei rimedi ai sensi delle leggi statali in materia di registrazioni sonore fissate prima del 15 febbraio 1972, fino al 15 febbraio 2067 (attualmente, 2047)
- Estende la durata del diritto d'autore in un'opera creata dopo il 1º gennaio 1978, alla vita dell'autore e 70 (attualmente, 50) anni dopo la morte dell'autore. Effettua la stessa estensione per quanto riguarda le opere comuni create a partire da tale data.
- Estende la durata del diritto d'autore in opere anonime o pseudonimi o opere fatte per il noleggio in data o dopo tale data a 95 (attualmente, 75) anni dall'anno della prima pubblicazione, o 120 (attualmente, 100) anni dall'anno di creazione, a seconda di quale scade prima. Rende le estensioni conformi rispetto alle disposizioni relative alla presunzione di morte di un autore.
- Si estende dal 31 dicembre 2027 al 31 dicembre 2047, la durata del diritto d'autore nelle opere pubblicate entro il 31 dicembre 2002.
- Estende la durata dei diritti d'autore nel loro periodo di rinnovo al momento della data di entrata in vigore della presente legge a 95 anni dalla data in cui tali diritti d'autore sono stati originariamente garantiti.
- Consente a un autore o proprietario di un diritto di recesso, a determinate condizioni, di terminare un trasferimento o una licenza di rinnovo (eseguito prima del 1 º gennaio 1978) di un diritto d'autore (diverso da un'opera fatta a noleggio) sussistente nel suo periodo di rinnovo alla data di entrata in vigore della presente legge, per i quali il diritto di recesso non è stato esercitato ed è scaduto entro tale data. Consente la cessazione di un trasferimento o di una concessione di licenza in qualsiasi momento durante i cinque anni a partire dalla fine di 75 anni dalla data in cui il copyright è stato originariamente garantito.
-  (sezione 103) Rivede le disposizioni riguardanti la cessazione di alcuni trasferimenti e licenze concesse dall'autore o che riguardano i termini di rinnovo esteso a prevedere che se l'autore vedova, vedovo, figli e nipoti non sono viventi, l'esecutore dell'autore, l'amministratore, il rappresentante personale o il fiduciario detengono l'intero interesse di recesso dell'autore.
- (sezione 104)  Consente, durante gli ultimi 20 anni di qualsiasi termine di copyright di un'opera pubblicata, una biblioteca o archivi di riprodurre, distribuire, visualizzare o eseguire in forma facsimile o digitale una copia o registrazione vocale di tale opera a fini di conservazione, borsa di studio, o di ricerca dopo aver stabilito che nessuna delle seguenti condizioni si applicano: (1) il lavoro è soggetto a normale sfruttamento commerciale; (2) una copia o registrazione vocale del lavoro può essere ottenuto ad un prezzo ragionevole; o (3) il titolare del diritto d'autore o il suo agente rende noto che si applica una di tali condizioni. Stabilisce che tale esenzione non si applica a qualsiasi uso successivo da parte di utenti diversi da tale biblioteca o archivi.
- esprime il senso del Congresso secondo cui i proprietari dei diritti d'autore per le opere audiovisive per le quali la durata della protezione del diritto d'autore è estesa dalle modifiche apportate dal presente titolo, nonché gli sceneggiatori, i registi e gli interpreti di tali opere audiovisive, dovrebbero negoziare in buona fede uno sforzo per raggiungere un accordo volontario o accordi volontari in merito all'istituzione di un fondo o di un altro meccanismo per l'importo della remunerazione da ripartire tra le parti per lo sfruttamento di tali opere audiovisive.
Titolo II: Esenzione dalla concessione di licenze musicali per esercizi di ristorazione o di abbeveraggio
- Fairness in Music Licensing Act del 1998: Rivede la legge federale sul diritto d'autore per quanto riguarda la comunicazione da parte di uno stabilimento di una trasmissione (o ritrasmissione) che incorpora una performance o la visualizzazione di un lavoro musicale non drammatico destinato ad essere ricevuto dal grande pubblico, ha avuto origine da una stazione di trasmissione radiofonica o televisiva autorizzata come tale dalla Commissione federale delle comunicazioni, o, se una trasmissione audiovisiva, da un sistema via cavo o da un vettore satellitare. Stabilisce che tale comunicazione non deve essere una violazione del diritto d'autore, a seconda dei criteri in base al fatto che: (1) l'istituzione è o non è un servizio di ristorazione o di bere stabilimento; (2) nessun costo diretto è fatto per vedere o sentire la trasmissione (o ritrasmissione) che non è ulteriormente trasmesso oltre lo stabilimento ricevente; e (3) tale trasmissione (o ritrasmissione) è concesso in licenza dal proprietario del copyright del lavoro così pubblicamente eseguito o visualizzato. Esclude come violazione del diritto d'autore l'esecuzione gratuita di un'opera musicale non drammatica da parte di uno stabilimento commerciale quando il suo scopo è promuovere dispositivi audiovisivi o altri in esso utilizzati.
- (sezione 203) Prevede la determinazione di tassi di licenza o canoni ragionevoli per le società di diritti di esecuzione soggette a decreti di consenso che prevedono tale determinazione.
-  (sezione 204) Un attore ha diritto a danni aggiuntivi pari al doppio dell'importo del canone che avrebbe dovuto essere pagato durante i tre anni precedenti, in ogni caso in cui il giudice ritiene che il titolare convenuto di un istituto che rivendica le sue attività erano esenti da copyright i divieti di infrazione non avevano fondati motivi per ritenere che ciò fosse possibile.

## Storia
Dopo l'adesione nel 1989 degli Stati Uniti alla Convenzione di Berna per la protezione delle opere letterarie e artistiche del 1886, un certo numero di proprietari di copyright fece pressioni con successo sul Congresso degli Stati Uniti per un'ulteriore proroga della durata del diritto d'autore, in modo da attendersi al termine in vigore in Europa. I legislatori degli Stati Uniti, però, hanno ignorato lo spirito della legislazione europea, che ha prolungato di 15 anni il termine della fine del diritto d'autore per colmare il periodo di vuoto legislativo nel settore culturale tra le due guerre mondiali. L'esperienza della guerra per gli USA era stata sostanzialmente diversa da quella europea.
Entrambe le Camere del Congresso degli Stati Uniti hanno approvato l'atto come Public Law 105-298 con un voto per acclamazione,, rendendo impossibile determinare chi ha votato a favore o contro. Il presidente Bill Clinton ha firmato il Sonny Bono Copyright Term Extension Act, il 27 ottobre 1998.

### Clima politico
Il rapporto del Senato 104-315 ha dato le motivazioni ufficiali per il passaggio di estensione della legge sul copyright sostenendo che l'estensione dei diritto d'autore potrebbe aiutare gli Stati Uniti, fornendo una maggiore protezione per le loro opere nei paesi stranieri e dando maggiore incentivo a digitalizzare e salvaguardarne le opere.

### A favore della norma
Molte multinazionali del campo culturale hanno effettuato importanti operazioni di lobbismo per spingere l'approvazione della legge. Prima tra tutti, la Walt Disney Company (altro nome con cui è conosciuta la legge "The Mickey Mouse Protection Act"), ma anche la Motion Picture Association of America e la Recording Industry Association of America. 
Tra i più fervidi sostenitori della legge, la congressista californiana Mary Bono (vedova e successore del Congresso di Sonny Bono) e gli eredi del compositore George Gershwin.
(Mary Bono Mack, vedova di Sonny Bono)
I fautori della legge Bono sostengono che un prolungamento del diritto d'autore è necessario dato che l'aspettativa di vita degli esseri umani è aumentata drammaticamente rispetto a quando il Congresso approvò l'originale Copyright Act del 1790,. Sostengono che una differenza in termini di copyright tra Stati Uniti ed Europa inciderebbe in modo negativo sulle operazioni commerciali internazionali del settore dello spettacolo. Essi affermano inoltre che le opere protette da copyright sono una fonte importante di reddito per gli Stati Uniti e che i supporti quali VHS, DVD, cavo e satellite hanno aumentato il valore e la vita commerciale dei film e serie televisive.
I fautori sostengono che il Congresso ha il potere di approvare arbitrariamente qualsiasi termine per il copyright, perché la nota "Per promuovere il progresso della scienza e delle arti utili" nella Costituzione degli Stati Uniti non è una limitazione sostanziale ai poteri del Congresso, lasciando la sola restrizione di far durare i diritti d'autore solo per "periodi di tempo limitati". Tuttavia, poiché il tempo concesso non è mai stato determinato, teoricamente la fine del diritto d'autore potrebbe anche essere un tempo assurdamente lungo.
Questo è stato uno degli argomenti che ha prevalso nel caso Eldred contro Ashcroft, quando la Corte Suprema ha confermato la costituzionalità della CTEA. I fautori ritengono che il copyright incoraggia il progresso delle arti. Con un'estensione del diritto d'autore, i futuri artisti devono creare qualcosa di originale, piuttosto che lavorare al riutilizzo del vecchio. I fautori sostengono che è più importante incoraggiare tutti i creatori a fare nuove opere invece di essere soli detentori del copyright.
I sostenitori dicono che il copyright conserva meglio la proprietà intellettuale di film, musica e spettacoli televisivi.
Un esempio è dato dal caso del film classico La vita è meravigliosa. Adesso che il film è diventato di dominio pubblico, prima Republic Pictures e Spelling Television hanno cominciato a far valere i loro diritti sul film; le varie stazioni televisive locali e le reti via cavo lo trasmettono senza fine. A tal proposito, il giornalista Bill Carter del New York Times ha scritto: "il valore del film veniva svalutato". Sono state fatte molte versioni diverse del film e la maggior parte, anche se non tutte, erano in condizioni pessime. Dopo che i diritti sottostanti al film sono stati applicati, è stato compiuto un restauro di alta qualità, valutato molto bene dalla critica.
Inoltre, i sostenitori affermano che, una volta che il lavoro diventa di pubblico dominio non vi è alcuna garanzia che sarà ampiamente disponibile o meno. I fautori sostengono che la mancanza di copie di qualità può essere dovuta alla riluttanza degli editori a pubblicare un lavoro che è di dominio pubblico per paura che non saranno in grado di recuperare i loro investimenti o guadagnare il profitto sufficiente.
I fautori rifiutano l'idea che solo il pubblico dominio sia in grado di fornire ispirazione artistica. Essi rilevano che il copyright si applica solo alle espressioni di idee e non alle idee stesse. Così gli artisti sono liberi di avere idee da opere protette da copyright, purché non violino le stesse.
Infine, essi affermano che molti di coloro che argomentano contro l'estensione dei termini del copyright rischiano di non essere obbiettivi, facendo parte per lo più di imprese che dipendono dalla distribuzione di film e video che hanno perso il loro copyright.

### Contrari
Molti sono stati anche coloro che si sono schierati nettamente contro l'approvazione della legge.
Dennis S. Karjala, professore di diritto, ha fatto uno sforzo per cercare di evitare che il CTEA venisse approvato. Egli testimoniò alle commissioni della magistratura sostenendo "che l'estensione della durata di protezione del copyright imporrebbe costi rilevanti sul pubblico degli Stati Uniti in generale senza fornire alcun beneficio pubblico”.
La logica dell'estensione rappresenta il declino della filosofia degli Stati Uniti secondo la quale la legislazione sulla proprietà intellettuale serve una finalità pubblica. Un editoriale del New York Times si è schierato contro l'estensione del diritto d'autore. L'articolo del 21 febbraio 1998 sostiene: "Quando il senatore Hatch si lamenta che 'Rhapsody in Blue' di George Gershwin sarebbe presto 'caduta in dominio pubblico,' dipinge il dominio pubblico come un abisso oscuro, dove le canzoni rimangono con il rischio di non essere più ascoltate. Infatti, quando un'opera entra nel pubblico dominio significa che il pubblico può permettersi di utilizzarla liberamente, per darle nuova moneta".
Gli oppositori della legge Bono considerano la normativa come creata esclusivamente a vantaggio delle aziende e hanno cercato (fallendo) di far dichiarare incostituzionale la legge nell'ambito della causa Eldred contro Ashcroft, sostenendo che non è "necessaria e opportuna" per realizzare lo scopo dichiarato nella Costituzione di "promuovere il progresso della scienza e delle arti utili". Essi sostengono che la larga maggioranza delle opere porta la maggior parte dei profitti durante i primi anni e, poi, escono dal mercato. Quindi c'è poco incentivo economico per estendere i termini di copyright, fatta eccezione per i pochi proprietari di franchising di grande successo, come ad esempio Disney. Essi sottolineano inoltre che il Decimo Emendamento può essere interpretato per porre limiti ai poteri del Congresso. Più direttamente, vedono il Copyright Act del 1976 e la legge Bono come l'inizio di un processo verso un copyright perpetuo, violando lo spirito della Costituzione degli Stati Uniti, l'articolo I, sezione 8, comma 8.
Mettono in discussione l'argomento dei sostenitori relativo all'allungamento dell'aspettativa di vita, facendo il confronto tra la crescita dei termini del copyright e la durata dei brevetti. Le aspettative di vita, infatti, sono passate da circa 28,5 anni nel 1800 a 71 anni nel 2013. Considerando il periodo di oltre duecento anni, l'aumento della speranza di vita è diventato quindi poco più del doppio, ma i termini del copyright sono triplicati in soli 28 anni in totale (con il Copyright Act del 1790). Ciò presenta un'evidente discrepanza.
Gli oppositori sostengono inoltre che la legge incoraggia la cosiddetta "produzione offshore": lavori derivati potrebbero essere creati fuori degli Stati Uniti nelle aree in cui i diritti d'autore sono scaduti; tali opere potrebbero implementare il progresso della scienza e delle arti utili, ma la legge statunitense proibisce la fruizione di queste opere per i residenti degli Stati Uniti. Ad esempio, un film di Mickey Mouse realizzato con un computer può essere legalmente creato in Russia e molti bambini nel mondo potrebbero eventualmente beneficiare di guardarlo, ma negli USA al film sarebbe negata l'importazione da US Customs a causa dei diritti d'autore, con conseguente privazione per i bambini americani.
Oltre a Topolino, allo stesso modo, il primo Winnie-the-Pooh senza la norma sarebbe diventato di pubblico dominio nel 2001 poiché fu pubblicato per la prima volta nel 1926.
Gli oppositori, inoltre, individuano un altro possibile danno provocato dall'estensione copyright: la perdita di valore produttivo di collezioni private di opere protette. Una persona che ha raccolto opere protette da copyright che uscirebbero presto dal diritto d'autore, con l'intenzione di rilasciarli alla scadenza del copyright, ha perso la possibilità e dunque il capitale investito, per ulteriori 20 anni, quando anche la legge Bono sarà scaduta. Questo fa parte della tesi di fondo in Eldred contro Ashcroft.